# شاملیبرگ
شاملیبرگ (به لاتین: Chammliberg) یک کوه در سوئیس است که در کانتون آوری واقع شده‌است. شاملیبرگ ۳٬۲۱۵ متر بالاتر از سطح دریا واقع شده‌است.